# Hopliphora funereus
Hopliphora funereus là một loài Hymenoptera trong họ Apidae. Loài này được Smith mô tả khoa học năm 1874.